# 高麗史節要
高麗史節要（韓語：고려사절요），是1452年朝鮮王朝編纂的關於高麗的正史著作。
作者是監春秋館事金宗瑞，内容是根據1451年成書的高麗史獨立編纂並詳細研究其中一些部分，是很高價值的歷史著作。全書共有35卷。

## 各卷解說
- 卷一 太祖
- 卷二 惠宗 定宗 光宗 景宗 成宗 穆宗
- 卷三 顯宗
- 卷四 德宗 靖宗 文宗
- 卷五 文宗1
- 卷六 宣宗大王 獻宗大王 肅宗大王
- 卷七 肅宗2 睿宗1
- 卷八 睿宗2
- 卷九 仁宗
- 卷十 仁宗2
- 卷十一 毅宗
- 卷十二 明宗1
- 卷十三 明宗2
- 卷十四 神宗 熙宗 康宗 高宗
- 卷十五 高宗2
- 卷十六 高宗3
- 卷十七 高宗4
- 卷十八 元宗
- 卷十九 元宗2 忠烈王1
- 卷二十 忠烈王2
- 卷二十一 忠烈王3
- 卷二十二 忠烈王4
- 卷二十三 忠烈王5
- 卷二十四 忠肅王
- 卷二十五 忠惠王 忠穆王
- 卷二十六 忠定王 恭愍王1
- 卷二十七 恭愍王2
- 卷二十八 恭愍王3
- 卷二十九 恭愍王4
- 卷三十 禑王1
- 卷三十一 禑王2
- 卷三十二 禑王3
- 卷三十三 禑王4
- 卷三十四 恭讓王1
- 卷三十五 恭讓王2